# Dömör-kapu (Mecsek)
Koordináták: é. sz. 46,099°, k. h. 18,231°46.099000°N 18.231000°E
Dömör-kapu elnevezésű hely (gyakran előfordul Dömörkapu néven is) található a Mecsekben és a Visegrádi-hegységben is. A „dömör” szó oszmán-török eredetű, jelentése: megerősített szoros, illetve vaskapu. Azonos etimológiája van a visegrádi-hegységbeli és mecseki Dömör-kapunak is.

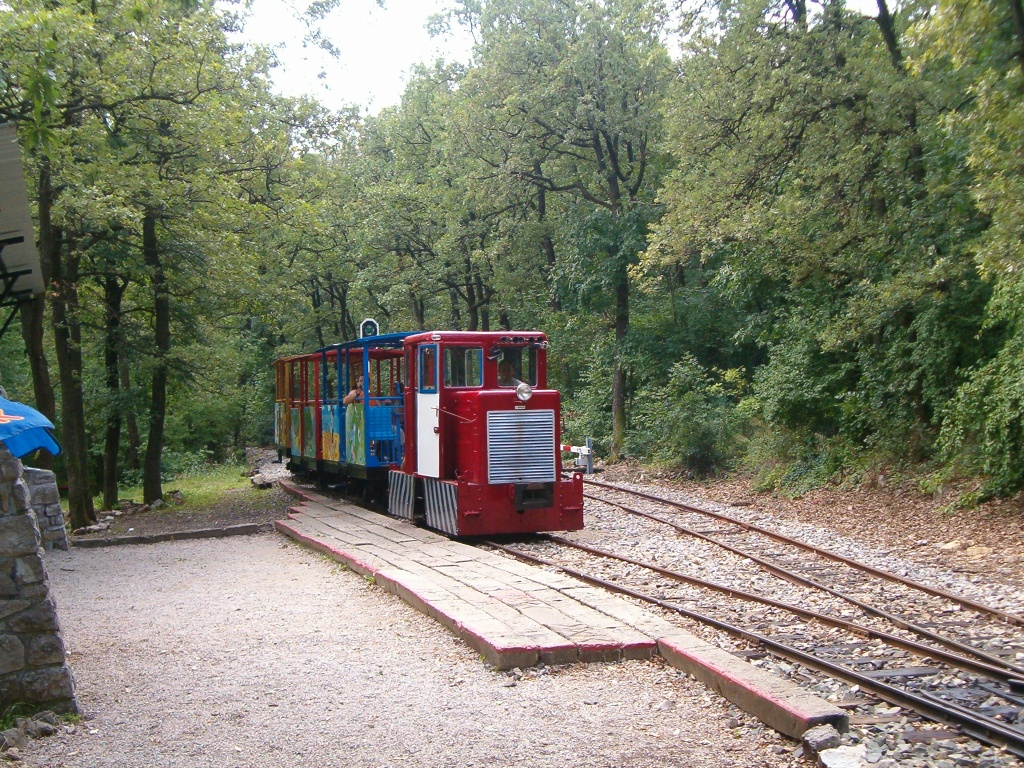
A Mecseki kisvasút a Dömör-kapu felől

A mecseki Dömör-kapu Pécs belvárosától egy pihenőhely több túraösvény találkozásánál, néhány kilométerre a vidámpark és az állatkert közvetlen közelében. A mecseki kisvasút egyik állomása is a Dömörkapu nevet viseli, itt található a motorszín is. Kényelmesen a helyi járatú 34-es jelzésű busszal lehet megközelíteni. A kapu felé haladva több pihenő esik útba, például a Szaniszló-pihenő, ahol a kőfalban fekete márványtáblán az alábbi olvasható:
Dr. Mócs Szaniszló cisztercita rend tanárának, természet lelkes barátjának, a Mecsek Egyesület buzgó munkásának emlékére, tisztelői és barátai támogatásával állította a Mecsek Egyesület 1905. évben.
 A Dömör-kapuhoz érve, a középen található Ptacsek-pihenőhelynél, egy padba vésve a következő felirat olvasható:
A Mecsek lelkes barátjának, Ptacsek Viktor emlékének állították családja és tisztelői. Ezt az emléket a Nemzeti Bank Pécsi Fiókja igazgatójának felesége állíttatta 1928-ban.
 Innen lefelé menve, az út melletti tölgyerdőben virágzik a Mecsek egyik legismertebb növénye: a mecseki zergevirág. A májusban virágzó növény 25–55 cm magasra képes megnőni. Továbbhaladva a Kis-rétre érünk, amely egy szelídgesztenyefákkal övezett, gyepes völgykatlan.